# Спикер 2: Легенда се наставља
Спикер 2: Легенда се наставља (енгл. Anchorman 2: The Legend Continues) је америчка сатирична комедија из 2013. године и наставак филма Спикер (2004). Филм је режирао Адам Макај, који је и написао сценарио заједно са Вилом Ферелом, док главне улоге тумаче Ферел, Пол Рад, Стив Карел, Дејвид Кохнер, Кристина Еплгејт, Дилан Бејкер, Меган Гуд, Џејмс Марсден, Фред Вилард и Кристен Виг.
Развој филма почео је још 2008. године, али је Paramount Pictures одбио предложени наставак. Међутим, у марту 2012, Ферел је званично објавио да је филм у продукцији и снимање је почело у марту 2013. године. Paramount је дистрибуирао овај филм, за разлику од претходног којег је дистрибуирао DreamWorks Pictures. Филм је објављен 18. децембра 2013. године. Добио је углавном позитивне критике и зарадио је 173 милиона долара широм света уз буџет од 50 милиона долара.

## Радња
Године 1979, Рон Бургунди и Вероника Корнингстон су се венчани и обоје су спикери престижне новинске мреже у Њујорку. Једног дана, Мак Танен, најпознатији водитељ ноћних вести у Њујорку, открива да се повлачи. Он намерава да промовише Корнингстонову, чинећи је првом женском водитељком ноћних вести у историји телевизије, и да отпусти Бургундија због његових непрестаних неприкладних испада у етру. Бургунди постаје љубоморан на Вероникин успех и изјури из њихове куће, остављајући њу и њиховог шестогодишњег сина Волтера.
Шест месеци касније, Бургунди се враћа у Сан Дијего, али једва да може да задржи свој нови посао због депресије. Након што је отпуштен из Воденог света и након што му је пропао покушај самоубиства, Бургунди прихвата посао који му је понудио Фреди Шап у GNN-у, првој 24-сатној мрежи вести на свету, за званично покретање станице. Заједно са својим псом Бакстером, он поново окупља своје пријатеље и новински тим: Шампа Кајнда, Брајана Фантану и Брика Тамланда. Њима је додељен непопуларни термин касно увече, док је њима омражени ривалски водитељ Џек Лајм добио ударни термин. У међувремену, Бургунди открива да је Корнингстонова почела да излази са психологом Геријем.
Како се GNN покрене, Бургунди одлучује да емитује оно што људи желе да чују, а не оно што треба да чују. Он и његов тим осмишљавају сензационалистичку и патриотску емисију вести. Њихов нови приступ се показао као хит, надмашујући Лајма у рејтингу са огромном разликом, а друге новинске мреже се труде да их опонашају. Бургунди такође добија опкладу, те присиљава Лајма да законски промени име у Џек Лејм. Бургунди и његов тим бивају промовисани у ударни термин, где уживају у слави и богатству. Бургундијев успех узбуђује менаџерку GNN-а, Линду Џексон, и они започињу романтичну везу. Тамланд упознаје себи сличну ексцентричну канцеларијску радницу GNN-а по имену Чани и одмах се заљубљује у њу. Бургунди допушта да му новостечена слава дође до главе и занемарује родитељске обавезе према Волтеру, наљутивши Корнингстонову. Он се такође отуђује од Фантане, Кајнда и Тамланда, тврдећи да му је досадило да они живе од његове славе.
Током забаве на којој се слави успех GNN-а, Лејм изазива да се Бургунди оклизне и повреди главу, због чега ослепи. У немогућности да чита вести, Бургунди се изолује у светионику, неспособан да се прилагоди губитку вида. Корнингстонова долази са Волтером у посету, објављујући да је дала отказ, а Бургунди се зближава са својом породицом, постепено се прилагођавајући свом инвалидитету. Касније, Бургунди открива да је Корнингстонова скривала поруке од његовог очног лекара у вези са експерименталним захватом, пошто је мислила да је његово слепило побољшало односе у породици. Он љутито одлази, враћа му се вид и враћа се у GNN.
По повратку у Њујорк, Корнингстонова поново прилази Бургундију и моли га да присуствује Волтеровом клавирском рециталу. У исто време стиже ексклузивна вест, која захтева да је Бургунди покрије. Међутим, на телевизији уживо, Бургунди уместо тога признаје да вести треба да информишу, а не да забављају, и преузима одговорност за грешке које је направио, пратећи то тако што даје отказ и одлази. Он креће на Волтеров рецитал, али га пресрећу љутити Лејм и његов тим са неколико других новинарских екипа, од којих сви желе да га убију због његове славе. Кајнд, Фантана и Тамланд стижу да га одбране и долази до велике битке. Бургундија напада информативни тим BBC-ја, али га Гери спасава својим умним моћима. Он каже Бургундију да оде на рецитал, па група бежи како би избегла новинаре, а стари Бургундијев ривал Вес Мантут стиже на време да га спасе од Лејмове новинарске екипе, пре него што Тамланд случајно изазове експлозију. Бургунди успева на време да стигне до Волтеровог рецитала и помири се са Корнингстоновом. Бургунди, Кајнд и Фантана касније присуствују венчању Тамланда и Чани на плажи.

## Улоге
| Глумац           | Улога                                |
| ---------------- | ------------------------------------ |
| Вил Ферел        | Рон Бургунди                         |
| Пол Рад          | Брајан Фантана                       |
| Стив Карел       | Брик Тамланд                         |
| Дејвид Кохнер    | Шампион „Шамп” Кајнд                 |
| Кристина Еплгејт | Вероника Корнингстон                 |
| Дилан Бејкер     | Фреди Шап                            |
| Меган Гуд        | Линда Џексон                         |
| Џејмс Марсден    | Џек Лајм/Лејм                        |
| Фред Вилард      | Едвард „Ед” Харкен                   |
| Кристен Виг      | Чани                                 |
| Џош Лосон        | Кенч Аленби                          |
| Крис Парнел      | Гарт Холидеј                         |
| Грег Кинир       | Гери                                 |
| Вилбур Фицџералд | др Милтон Бренгли                    |
| Харисон Форд     | Мак Танен                            |
| Џун Дајан Рафаил | Чанина шефица                        |
| Дрејк            | душевни брат                         |
| Саша Барон Коен  | спикер BBC-ја                        |
| Марион Котијар   | француско-канадска спикерка ТВ вести |
| Вил Смит         | Џеф Булингтон                        |
| Кирстен Данст    | дева од облака                       |
| Бил Кертис       | наратор                              |
| Џим Кери         | Скот Рајлс                           |
| Тина Феј         | Џил Џансон                           |
| Лијам Нисон      | домаћин History-ја                   |
| Ејми Полер       | Венди ван Пил                        |
| Џон Рајли        | дух Стоунвола Џексона                |
| Винс Вон         | Вес Мантут                           |
| Кање Вест        | Весли Џексон                         |